# Teodoro Sampaio, Bahia
Teodoro Sampaio  este un oraș în Bahia (BA), Brazilia.